# Леонов, Демократ Владимирович

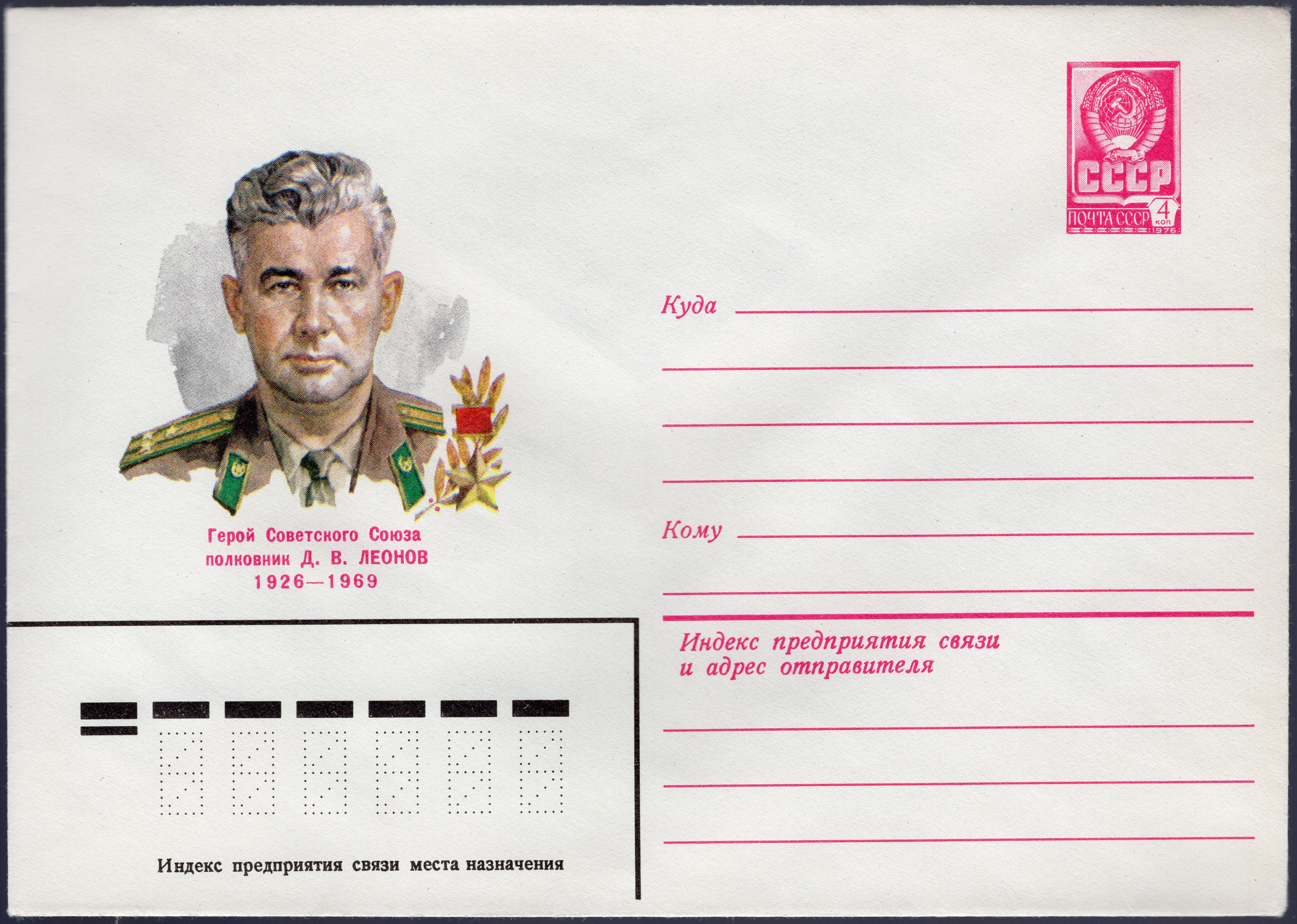
Почтовый конверт СССР, 1980 год

Братская могила героев Даманского, Дальнереченск.

Надгробие на могиле полковника Леонова.

Демократ Владимирович Лео́нов (1 апреля 1926, Баку — 15 марта 1969, остров Даманский) — советский пограничник, полковник, Герой Советского Союза. Участник пограничного конфликта с Китаем на острове Даманский.

## Биография
Демократ Леонов родился 1 апреля 1926 года в Баку в семье пограничника Владимира Порфирьевича Леонова. В 1942 году начал работать контролёром таможни в Архангельске. После окончания 9 классов школы в 1943 году направлен на обучение в Орджоникидзевское военное училище НКВД, в 1947 году вступил в КПСС. По окончании училища назначен заместителем начальника заставы, затем начальником заставы 125-го Арташатского пограничного отряда Закавказского пограничного округа.
После окончания Военного института МВД в 1954 году вновь получил назначение в Закавказский пограничный округ, на должность коменданта участка 10-го Хичаурского пограничного отряда, а через четыре года стал начальником штаба этого же пограничного отряда. В 1965 году Леонов был переведён в город Иман Приморского края, на должность начальника вновь создаваемого 57-го пограничного отряда в составе Тихоокеанского пограничного округа.
Под руководством Леонова, при содействии предприятий и организаций Приморского края, в 57-м пограничном отряде было развёрнуто масштабное капитальное строительство. Был построен гарнизон отряда, жильё, ряд социальных объектов для семей военнослужащих и населения в городе Имане, построен ряд новых пограничных застав и комендатур, выполнен комплекс мероприятий по инженерному оборудованию участка 57-го пограничного отряда. В период с 1965 по 1968 годы, в условиях нарастания конфронтации вследствие установленного правового режима советско-китайской государственной границы по реке Уссури, многочисленных провокаций китайской стороны, было завершено создание новой системы охраны границы на участке 57-го пограничного отряда.

### Пограничный конфликт на острове Даманский
2 марта 1969 года полковник Леонов осуществлял управление подразделениями 57-го пограничного отряда в ходе первого боестолкновения пограничного конфликта на острове Даманский. Осуществлялось выдвижение резервов пограничного отряда в направлении 1-й и 2-й застав 57-го пограничного отряда в районе боестолкновения и усиление последних, велась эвакуация убитых и раненых советских пограничников.
15 марта 1969 года полковник Леонов непосредственно командовал подразделениями 57-го пограничного отряда в ходе второго боестолкновения пограничного конфликта на острове Даманский.
В критический момент боя выдвинулся с танковым взводом на танках Т-62 135-й мотострелковой дивизии для поддержки мотоманевренной группы 57-го пограничного отряда, под командованием подполковника Евгения Яншина, с целью отсечь выдвижение китайских резервов в направлении западного берега острова Даманский. Головной танк взвода (№545) был подбит несколькими выстрелами из гранатомётов.
Леонов погиб от снайперского выстрела в сердце, будучи уже дважды раненым, при попытке покинуть подбитый китайскими гранатомётчиками танк. Похоронен с воинскими почестями в  городе Иман.

## Память
- Именем Леонова названа улица во Владивостоке.
- Морозильный рыболовный траулер «Демократ Леонов», порт приписки — Петропавловск-Камчатский.
- В советское время имя Демократа Леонова носила пионерская дружина средней школы № 14 города Магадана.
- Имя Демократа Леонова написано на памятной доске средней школы 52 Соломбалы города Архангельска.
- В 1980 году министерством связи СССР выпущен художественный маркированный конверт с портретом Д. В. Леонова.

## Награды
- Указом Президиума Верховного Совета СССР от 21 марта 1969 года полковнику Леонову Демократу Владимировичу присвоено звание Героя Советского Союза (посмертно).
- Орден Ленина, 21.03.1969, (посмертно).